# 木村兵太郎
木村 兵太郎（きむら へいたろう、1888年（明治21年）9月28日 - 1948年（昭和23年）12月23日）は、日本の昭和期の陸軍軍人。最終階級は陸軍大将。太平洋戦争の南方作戦におけるビルマの戦いで司令官を務めた。戦後はA級戦犯として逮捕され、極東国際軍事裁判で死刑判決を受け処刑された。

## 略歴・戦歴
東京都出身。広島一中、広島陸軍地方幼年学校、陸軍士官学校、陸軍砲工学校高等科、陸軍大学校卒。
昭和14年（1939年）3月から第32師団長、昭和15年（1940年）、関東軍参謀長。昭和16年（1941年）4月から同18年（1943年）3月まで陸軍次官。同年3月から軍事参議官兼兵器行政本部長。昭和19年（1944年）8月、ビルマ方面軍司令官。

### ビルマからの撤退
昭和20年（1945年）、イギリス軍のビルマ進攻が開始され、ビルマの防衛は危機に瀕していた。木村はイギリス軍のビルマ侵攻を知った時、恐怖で手が震え、何も話すことができなくなるほど動揺し、作戦指導はほぼ不可能な状態に陥っていた。
4月13日、ラングーン北西部の防衛戦を指揮していた第28軍司令官桜井省三中将は、木村に対し、「戦局の推移が迅速でいつラングーンが戦場になるかもわからない。ラングーンが攻撃されてから方面軍司令官が移動しては逃げ出したことになり、作戦指導上困難が生ずる」として、「方面軍司令部を速やかにシャン高原に前進させ、第一線で作戦を指導すべき」と進言したが、木村はこれを却下した。同様に田中新一方面軍参謀長も「方面軍司令部は敢然としてラングーンに踏みとどまり、いまや各方面で破綻に瀕しつつある方面軍統帥の現実的かつ精神的中心たるの存在を、方面軍自らラングーンを確保することにより明らかにすべき」と主張していたが、司令部の撤退が田中参謀長の出張中に決定された。
4月23日、木村は幕僚とともに飛行機でラングーンを脱出、タイとの国境に近いモールメインへ撤退した。南方軍へは無断の首都放棄であった。前線で苦戦する隷下部隊や、日本が支援したビルマ国政府のバー・モウ首相、自由インド仮政府のチャンドラ・ボース主席、蜂谷輝雄自由インド仮政府初代公使、石射猪太郎駐ビルマ大使以下日本大使館員及び民間の在留邦人、傷病兵などは置き捨てられた。取り残された人々は、陸路で脱出を試みたが、多くの犠牲者を出した（この時、チャンドラ・ボースは常にインド国民軍部隊の殿を歩き、渡河を行うときなどは最後の兵が渡河を終えるまで川岸を離れなかったという）。なお、木村はこの逃避行の後に陸軍大将に昇進している。
木村を含めたビルマ方面軍司令部の唐突なラングーン放棄により、方面軍の指揮命令系統は大混乱に陥った。イラワジ河西部でイギリス軍と激戦中だった第28軍は敵中に孤立してしまい、のちに脱出する過程で半数以上が死亡するという大きな犠牲を払うことになった。ビルマ戦役における日本軍の戦死者は約14万4千人に達するが、悲惨を極めたと言われるインパール作戦における戦死者は1万8千人と12.5％であり、戦死者の約52％がこの最終段階で発生している。
我が身を逃がすために必要な指揮を怠り、日本と盟友関係にあった外国要人や在留日本人の保護義務も果たさなかった木村の軍司令官としての責任については、ビルマ戦役の生還者を中心に厳しい批判がなされている。その一人会田雄次は次のように語る。
一方で、「木村を評価する人もいる」ことを元自衛隊幹部候補生学校教官の原剛は明かしている。

### 東京裁判

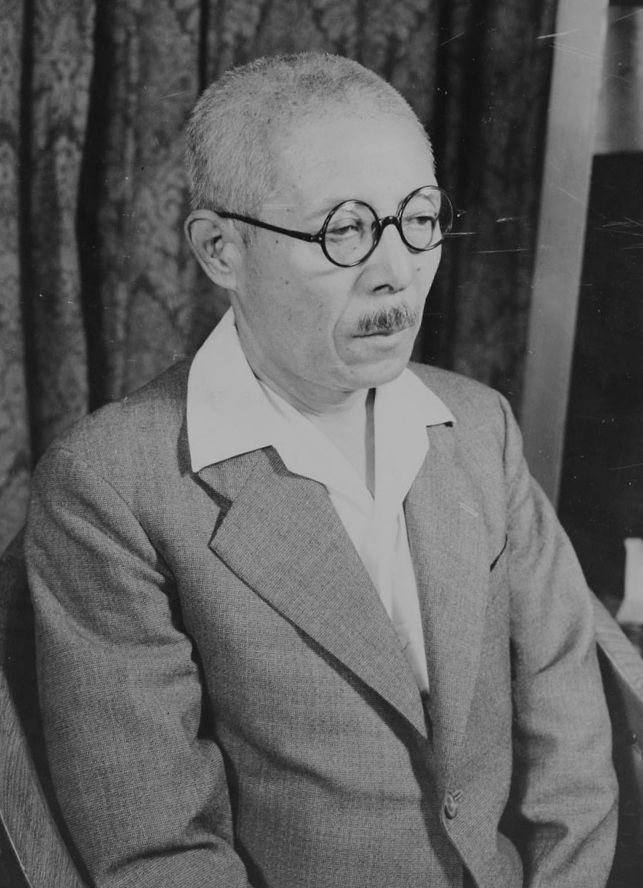
1947年

戦後、A級戦犯として逮捕、極東国際軍事裁判にて死刑の判決を受けた。
いわゆる戦争責任で有罪判決を受けた理由は、第3次近衛内閣・東条内閣で東条陸軍大臣の下で次官を務めていたこと（東条英機の権力掌握時に木村と軍務局長武藤章が陸軍中枢の権力を握っていた）によるものが大きい。連合国側からは日本の陸軍次官職について欧米並みの政治的権限を持つと考えられ（特に陸軍大臣が総理大臣の兼務であったこともその見解を強めた）、実際以上にその権限を過大評価されていたとする見方もある。同時に木村は、戦争開始･遂行そのものに対する責任であるいわゆる戦争責任の他に、訴因54の戦争法規行為の命令･授権･許可、訴因55の戦争法規違犯行為の防止責任無視といった一般的な戦争犯罪にも問われている。とくに検察側は個人諭告において、「枕木一本、死者一人」と言われたほどの死者を出した泰緬鉄道建設時の責任を問い、木村を「ビルマの屠殺者」と呼んだ。この鉄道建設については多数の死者や虐待による被害者が出ていたことを、ビルマ方面軍司令官である木村が、しかも近くにいながら知らなかったはずがないと、判決に記されており、この泰緬鉄道の問題が多くの裁判官の死刑判断に影響したと考えられる。（英米法系の国では、重い保護責任のある者が故意あるいは不注意により他者を死なせた場合、当時の日本でいう謀殺が属するものと同じ"murder"という犯罪類型で扱われる。）
木村に対する11人の判事の投票は、被告全員の無罪を主張したインドのパール判事を除いた10人が有罪と判断し、木村の判決は泰緬鉄道建設の問題を含めたビルマ方面軍管下の捕虜･一般人の虐待に関し、訴因54、55のいずれも有罪とされた（それまでの取材過程で、報道陣らには訴因54、55で有罪になれば死刑にかかわると見られていた）。アメリカ（クレイマー）・イギリス（パトリック）・中国（梅汝璈）・フィリピン（ハラニーリャ）・ニュージーランド（ノースクロフト）・カナダ（マクドゥガル）・オランダ（レーリンク）の7人の判事が死刑賛成であり、東條・土肥原・松井・武藤・板垣と並んで、最も死刑賛成の投票が多かった（木村以外の5名も、前述の7判事が死刑賛成に投票している。なお、死刑については、インド、ソ連、オーストラリアの裁判官はそれぞれの理由で死刑絶対反対であり、他の英米法系の国は総じて死刑判決を出しがちで、日本と同じ大陸法系の国であるオランダ、フランスがケースバイケースといった特徴があった。）。
日本側では木村は単に東條のお供え物的に告訴されたと見て、死刑になる可能性は少ないとの予想が支配的であり、新聞記者や弁護人、他の被告の家族に至るまで、木村大将は心配は無いとの見解を可縫夫人（田中信男中将の姪）に伝えていた。しかしながら木村自身は彼なりの裁判理解から死刑判決を予想していたらしく、判決前日の面会の際に2人の子供を連れて来ず、楽観論を述べた夫人に対し、「この裁判をどう考えているのか。はじめから結論はついている裁判なんだ。そんなに甘いもんじゃない」と述べている。ちなみに、木村は東京裁判において自身による弁論を一切行わなかったため、公判記録には木村の発言は何も記録されていない。なおその後、可縫夫人は戦犯者の遺族会「白菊遺族会」の会長に就任し、戦犯者の名誉回復にあたった。
昭和23年（1948年）12月23日、判決に従い絞首刑に処せられた。享年61（満60歳没）。辞世の句は次のとおりであった。
墓所は青山霊園内の立山墓地。1960年に殉国七士廟、1978年に靖国神社に合祀された。

## 年譜
- 明治41年（1908年）
  - 5月 - 陸軍士官学校卒業（20期）。
  - 12月 - 少尉に昇進。野砲兵第16連隊附。
- 明治44年（1911年）12月 - 中尉に昇進。
- 大正元年（1912年）
  - 11月 - 陸軍砲工学校高等科卒業。
  - 12月 - 陸軍野戦砲兵射撃学校教官。
- 大正5年（1916年）11月 - 陸軍大学校卒業（28期）。
- 大正6年（1917年））9月 - 参謀本部附勤務。
- 大正7年（1918年）
  - 7月 - 大尉に昇進。参謀本部員。
  - 8月 - 第3師団参謀。
- 大正11年（1922年）
  - 1月 - 参謀本部附仰付。
  - 5月 - ドイツ駐在。
- 大正12年（1923年）8月 - 少佐に昇進。
- 大正14年（1925年）10月 - 陸軍大学校教官。
- 大正15年（1926年）8月 - 砲兵第24大隊長。
- 昭和3年（1928年）
  - 3月 - 中佐に昇進。
  - 7月 - 砲兵監部員。
- 昭和4年（1929年）
  - 6月 - 陸軍野戦砲兵学校教官。
  - 9月 - 軍令部員（参謀本部員との兼任）。
  - 11月 - ロンドン海軍軍縮会議随員。
- 昭和6年（1931年）8月1日 - 大佐に昇進。野砲兵第22連隊長。
- 昭和7年（1932年）8月8日 - 技術本部員（陸軍野戦砲兵学校教官との兼任）。
- 昭和10年（1935年）3月15日 - 陸軍省整備局統制課長。
- 昭和11年（1936年）8月1日 - 少将に昇進。陸軍省兵器局長。
- 昭和14年（1939年）3月9日 - 中将に昇進。第32師団長。
- 昭和15年（1940年）10月22日 - 関東軍参謀長。
- 昭和16年（1941年）4月10日 - 陸軍省陸軍次官[10]。
- 昭和18年（1943年）3月11日 - 軍事参議官兼陸軍兵器行政本部長。
- 昭和19年（1944年）8月30日 - ビルマ方面軍司令官。
- 昭和20年（1945年）5月7日 - 大将に昇進。
- 1948年（昭和23年）1月31日 - 公職追放仮指定を受けた[11]。

## 栄典
位階
- 1909年（明治42年）3月1日 - 正八位[12][13]
- 1912年（明治45年）3月1日 - 従七位[12][14]
- 1917年（大正6年）3月20日 - 正七位[12][15]
- 1922年（大正11年）4月20日 - 従六位[12][16]
- 1927年（昭和2年）5月16日 - 正六位[12][17]
- 1931年（昭和6年）9月15日 - 従五位[12][18]
- 1936年（昭和11年）10月1日 - 正五位[12][19]
- 1939年（昭和14年）4月1日 - 従四位[12]
- 1942年（昭和17年）6月1日 - 正四位[12]
- 1945年（昭和20年）6月1日 - 従三位[12]

勲章等
- 1919年（大正8年）10月25日 - 勲六等瑞宝章[12]
- 1920年（大正9年）11月1日 - 勲五等双光旭日章[12]
- 1928年（昭和3年）5月22日 - 勲四等瑞宝章[12]
- 1931年（昭和6年）11月2日 - 銀杯一個[12]
- 1934年（昭和9年）4月29日 - 勲三等瑞宝章[12]
- 1939年（昭和14年）4月13日 - 勲二等瑞宝章[12][20]
- 1940年（昭和15年）4月29日 - 勲一等旭日大綬章・功三級金鵄勲章[12]

外国勲章佩用允許
- 1920年（大正9年）7月28日 - パナマ共和国：ラソリダリダ第二等記章[12]
- 1941年（昭和16年）12月9日 - 満州帝国：建国神廟創建記念章[21]
- 1942年（昭和17年）9月14日 - 満州帝国：勲一位景雲章[22]

## 親族
- 父：木村伊助（陸軍少佐、日露戦争で戦死）
- 妻：木村可縫（白菊遺族会会長）
- 長男：木村太郎（元日本銀行監事）
- 長女：土岐百合子（土岐實光（鉄道技術者）夫人）
- 義弟：川崎輝夫（陸軍少佐）

## 木村兵太郎を演じた人物
- 國創典（「大東亜戦争と国際裁判」、新東宝）
- 加治春雄（「プライド・運命の瞬間」、東映）
- 久保明（「南京の真実 第1部「七人の死刑囚」」）